# Euproctis euthypheres
Euproctis euthypheres är en fjärilsart som beskrevs av Collenette 1933. Euproctis euthypheres ingår i släktet Euproctis och familjen tofsspinnare. Inga underarter finns listade i Catalogue of Life.